# ویبراتکس
ویبراتکس یک شرکت تولیدکننده اسباب بازی‌های جنسی است که دفتر مرکزی آن در والهو، کالیفرنیا قرار دارد. ویبراتکس در نخستین سال‌های دهه ۱۹۸۰ میلادی تأسیس شد و از آن زمان مورد توجه مجله گلمور و مجله اپرا قرار گرفت. ویبراتکس، لرزاننده مروارید خرگوشی را تولید می‌کند که گونه‌ای لرزاننده خرگوشی است. این اسباب‌بازی در فصل یکم و قسمت نهم سریال محبوب سکس و شهر که از شبکه اچ‌بی‌او پخش شد، به نمایش درآمد.
از سال ۲۰۰۰، ویبراتکس تنها نماینده مجاز واردات ماساژِر دسته جادویی هیتاچی در ایالات متحده بوده است. 